# Dagenham & Redbridge FC

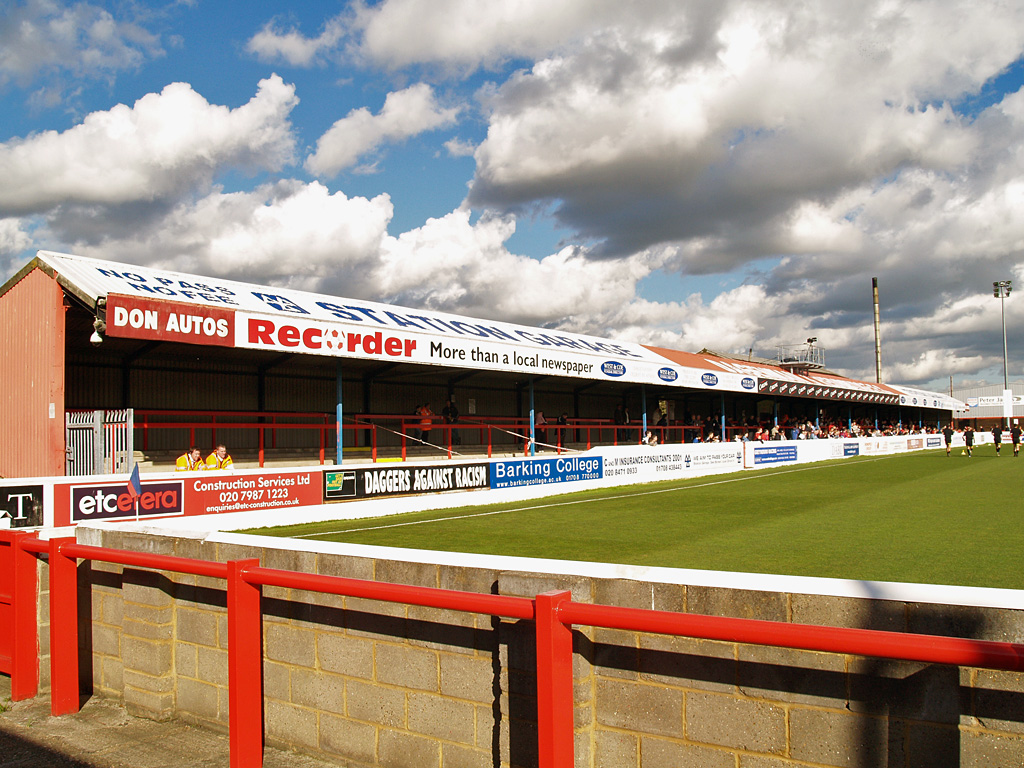
Victoria Road, noordtribune

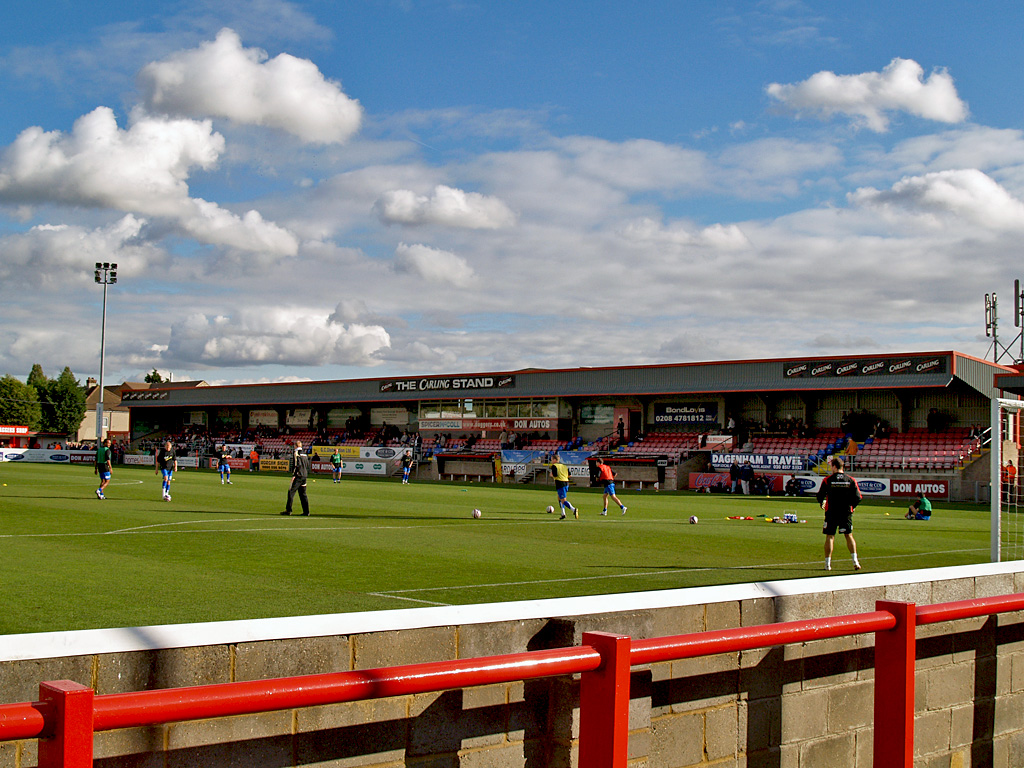
Victoria Road, hoofdtribune

Dagenham & Redbridge Football Club, kortweg Dagenham, is een Engelse professionele voetbalclub uit Dagenham, Londen. De club werd opgericht in 1992 door een fusie tussen Redbridge Forest (zelf een resultaat van een fusie tussen Ilford, Leytonstone en Walthamstow Avenue) en Dagenham. De traditionele kleuren van de club zijn rood en blauw, verwijzend naar de samengevoegde teams.
Het team speelt in de National League, het vijfde niveau van het Engels voetbalsysteem en heeft als bijnaam de Daggers. Het kwam tussen 2007 en 2016 uit in de Football League, met als hoogtepunt één seizoen in de League One.

## Geschiedenis

### Non-League
Dagenham & Redbridge FC werd opgericht in 1992 na een fusie tussen twee clubs - Dagenham en Redbridge Forest. Beide clubs hadden zware tijden door dalende bezoekersaantallen. Dagenham & Redbridge bracht hun eerste seizoen door in de Football Conference, waar het de plaats in nam van Redbridge Forest. De eerste wedstrijd van de club was een oefenduel tegen Great Wakering Rovers op 25 juni 1992, dat met 8-0 werd gewonnen. Het eerste competitie-resultaat was een 2-0 overwinning op Merthyr Tydfil in de Conference.
Dagenham & Redbridge bracht meerdere seizoenen door in de Football Conference, maar degradeerde in 1996 naar de Isthmian Football League. De club bleef in die divisie tot het promotie bewerkstelligde in 1999/00 en groeide vervolgens uit tot een van de topploegen op het hoogste amateurniveau, met een derde, tweede en vijfde plaats in de daaropvolgende drie seizoenen.
In 2002 eindigde de club op doelsaldo als tweede, en won Boston United de titel van de Conference. Boston United werd vervolgens schuldig bevonden aan onwettige betalingen aan zijn spelers in het titelwinnende seizoen. Dagenham & Redbridge probeerden tevergeefs zichzelf als kampioen te verklaren en daarmee de omstreden plaats van Boston in de Football League in te nemen. Voor het volgende seizoen kreeg Boston United vier punten aftrek, maar niet voor het seizoen waarin de onregelmatigheden waren begaan.
De prestaties van Dagenham & Redbridge daalden hierna enigszins en in de seizoenen 2003/04, 2004/05 en 2005/06 eindigde de club in de middenmoot. Op 27 februari 2004 werd Dagenham & Redbridge thuis met 9-0 verslagen door Hereford United, een evenaring van de grootste uitslag in de Football Conference.

### Promotie naar de Football League
In het seizoen 2006/07 streed Dagenham & Redbridge met Oxford United om het kampioenschap. Oxford liep snel uit, maar door vormverlies bij Oxford in combinatie met een uitstekende run van Dagenham & Redbridge wist de club de koppositie over te nemen. Op 7 april won Dagenham & Redbridge met 2-1 van Aldershot Town, waardoor de club een niet in te halen voorsprong bereikte. Het kampioenschap betekende dat Dagenham & Redbridge voor het eerst in de geschiedenis promoveerde naar de League Two.
Dagenham & Redbridge leed bij de eerste wedstrijd in de Football League op 11 augustus 2007, een 1-0 nederlaag tegen Stockport County. De club won zijn eerste Football League-wedstrijd thuis tegen Lincoln City, op 1 september 2007. Dagenham & Redbridge eindigde het seizoen op de twintigste plaats, en was hiermee verzekerd van nog een seizoen in de League Two. Het volgende seizoen (2008/09) eindigde Dagenham & Redbridge op een achtste plaats, hun hoogste positie ooit. In de laatste speelronde verloor de club van Shrewsbury Town, waardoor ze de play-offs om promotie misliep.

### Promotie naar League One
In het seizoen 2009/10 versloeg Dagenham & Redbridge Rotherham United met 3-2 in de play-off finale op 30 mei 2010 op Wembley. De club promoveerde voor het eerst in haar geschiedenis van de League Two naar de League One.
De eerste wedstrijd van Dagenham & Redbridge in de League One van het seizoen 2010/2011 was een 2-0 nederlaag tegen Sheffield Wednesday op 7 augustus 2010. Na nog een nederlaag tegen Notts County pakte het team hun eerste punt, met een 2-2 gelijkspel tegen Tranmere Rovers. Een week later werd de eerste overwinning geboekt; tegenstander Leyton Orient werd met 2-0 aan de kant gezet dankzij twee treffers van Fransman Romain Vincelot. Het was een onsuccesvol seizoen in de League One. Dagenham & Redbridge eindigde als 21e en degradeerde terug naar de League Two.

### Degradatie naar League Two
Na degradatie het vorige seizoen terug naar de League Two, begon Dagenham & Redbridge het seizoen 2011/12 met een 1-0 overwinning op Macclesfield Town. Hierna verloor het team slechts één keer in de maand augustus; deze reeks goede resultaten zou echter tot een abrupt einde komen. Van 3 september tot 10 december, een periode van 15 wedstrijden, won Dagenham & Redbridge slechts eenmaal, waardoor ze op een gegeven moment onderaan stonden. Hierna verbeterden de resultaten enigszins en gingen ze punten pakken. Er werd gelijk gespeeld tegen Burton Albion en Southend United en er waren opeenvolgende overwinningen op Barnet en Gillingham. Na nog enkele nederlagen beleefde Dagenham & Redbridge een uitstekend slot van het seizoen; van de laatste tien wedstrijden werd slechts één verloren. De club eindigde het seizoen op een negentiende plaats. 
Het seizoen 2012/2013 begon niet al te goed; er werd in de eerste acht wedstrijden viermaal gelijkgespeeld en viermaal verloren. In de negende wedstrijd behaalde Dagenham & Redbridge de eerste driepunter, Wycombe Wanderers werd met 3-0 verslagen. Het seizoen verliep echter moeizaam. Op 26 februari 2013 vertrok trainer John Still na negen jaar onverwachts naar Luton Town. Hierop werd Wayne Burnett naar voren geschoven; hij mocht het seizoen afmaken als interim-trainer. Na wederom een reeks slechte resultaten eindigde de club het seizoen op de 22e plaats en vermeed op doelsaldo degradatie. Omdat de club zich had weten te handhaven werd Wayne op 2 mei 2013 aangesteld als vaste trainer van Dagenham & Redbridge. 
De openingswedstrijd van het seizoen 2013/14 verloor Dagenham & Redbridge met 3-1 van Fleetwood Town. Daarnaast werd de club in de eerste ronde van de League Cup uitgeschakeld door Brentford. De volgende competitiewedstrijd eindigde in een 2-0 overwinning op York City, dankzij treffers van Rhys Murphy en Brian Woodall. Een inconsistent seizoen volgde waarin de club voornamelijk in de middenmoot rondhing. Op de laatste speeldag van het seizoen versloeg de club Cheltenham Town met 3-2. Doordat op dezelfde dag Portsmouth en Plymouth Argyle gelijkspeelden, eindigde Dagenham & Redbridge het seizoen op een negende plaats. 
Het seizoen 2014/15 begon slecht voor Dagenham & Redbridge, met een 3-0 nederlaag tegen Morecambe op de eerste speeldag. Een paar dagen later verloor de club in de eerste ronde van de League Cup van Brentford. De wedstrijd eindigde na extra tijd in 6-6, waarbij Brentford de daaropvolgende strafschoppenserie won. De League Cup bracht hulde aan de historische wedstrijd door de doelnetten op Victoria Road te verwijderen en ze tentoon te stellen in het National Football Museum in Manchester. Het competitieseizoen verliep voor Dagenham & Redbridge wisselvallig. Het aantal overwinningen en verliespartijen ging gelijk op, zodat de club het seizoen wederom afsloot in de middenmoot, ditmaal op plek veertien.
In het seizoen 2015/16 boekte de ploeg van trainer Wayne Burnett pas op de zesde speeldag haar eerste overwinning. Er werden drie punten gepakt in de uitwedstrijd bij Northampton Town. Dit was echter geen voorbode op verbetering van de resultaten. Dagenham & Redbridge wist tot het einde van het kalenderjaar nog slechts eenmaal te winnen en bracht het hele seizoen door in de degradatiezone. Op 21 december 2015 werd Burnett ontslagen. Twee dagen eerder had Dagenham & Redbridge met 3-0 verloren van Bristol Rovers, waardoor de club onderaan kwam te staan. Op oudjaarsdag werd bekend gemaakt dat John Still terugkeerde bij de club als hoofdtrainer. Twee dagen later werd Exeter City met 2-1 verslagen. Hierna volgden echter vele nederlagen, en Still wist in zijn derde periode Dagenham & Redbridge niet te behoeden voor degradatie. Na een 3-2 nederlaag op bezoek bij Leyton Orient op speeldag 42, was degradatie uit de League Two een feit.

### Degradatie naar National League
Dagenham keerde voor het eerst in negen jaar terug in de National League. De club was voor haar eerste seizoen in deze competitie de promotiefavoriet en eindigde op de vierde plaats. In de play-offs die volgde, werd Dagenham in de halve finale uitgeschakeld door Forest Green Rovers, dat uiteindelijk zou promoveren naar de Football League. Het seizoen 2017/18 begon goed, maar de club werd halverwege het seizoen geplaagd door een financiële crisis, en eindigde op de elfde plaats. De financiële crisis werd in de voorbereiding van het seizoen 2018/19 opgelost.

### Zesde niveau
Dagenham degradeerde uit de National League nadat ze door een gelijkspel bij Solihull Moors op de laatste speeldag in de degradatiezone eindigden.

## Erelijst
- League Two
  - Play-offs winnaar: 2009/10
- Conference National
  - Winnaar: 2006/07
- Isthmian League Premier Division
  - Winnaar: 1999/00
- FA Trophy
  - Runners-up: 1996/97
- Essex Senior Cup
  - Winnaar: 1997/98, 2001/02

## Eindklasseringen
| Seizoen | №  | Clubs | Divisie             | Duels | Winst | Gelijk | Verlies | Doelsaldo | Punten |
| ------- | -- | ----- | ------------------- | ----- | ----- | ------ | ------- | --------- | ------ |
| 1992/93 | 3  | 22    | Football Conference | 42    | 19    | 11     | 12      | 75–47     | 67     |
| 1993/94 | 6  | 22    | Football Conference | 42    | 15    | 14     | 13      | 62–54     | 59     |
| 1994/95 | 15 | 22    | Football Conference | 42    | 13    | 13     | 16      | 56–69     | 52     |
| 1995/96 | 22 | 22    | Football Conference | 42    | 7     | 12     | 23      | 43–73     | 33     |
| 1996/97 | 4  | 22    | Isthmian League     | 42    | 18    | 11     | 13      | 57–43     | 65     |
| 1997/98 | 4  | 22    | Isthmian League     | 42    | 21    | 10     | 11      | 73–50     | 73     |
| 1998/99 | 3  | 22    | Isthmian League     | 42    | 20    | 13     | 9       | 71–44     | 73     |
| 1999/00 | 1  | 22    | Isthmian League     | 42    | 32    | 5      | 5       | 97–35     | 101    |
| 2000/01 | 3  | 22    | Football Conference | 42    | 23    | 8      | 11      | 71–54     | 77     |
| 2001/02 | 2  | 22    | Football Conference | 42    | 24    | 12     | 6       | 70–47     | 84     |
| 2002/03 | 5  | 22    | Football Conference | 42    | 21    | 9      | 12      | 71–59     | 72     |
| 2003/04 | 13 | 22    | Football Conference | 42    | 15    | 9      | 18      | 59–64     | 54     |
| 2004/05 | 11 | 22    | National League     | 42    | 19    | 8      | 15      | 68–60     | 65     |
| 2005/06 | 10 | 22    | National League     | 42    | 16    | 10     | 16      | 63–59     | 58     |
| 2006/07 | 1  | 24    | National League     | 46    | 28    | 11     | 7       | 93–48     | 95     |
| 2007/08 | 20 | 24    | Football League Two | 46    | 13    | 10     | 23      | 49–70     | 49     |
| 2008/09 | 8  | 24    | Football League Two | 46    | 19    | 11     | 16      | 77–53     | 68     |
| 2009/10 | 7  | 24    | Football League Two | 46    | 20    | 12     | 14      | 69–58     | 72     |
| 2010/11 | 21 | 24    | Football League One | 46    | 12    | 11     | 23      | 52–70     | 47     |
| 2011/12 | 19 | 24    | Football League Two | 46    | 14    | 8      | 24      | 50–72     | 50     |
| 2012/13 | 22 | 24    | Football League Two | 46    | 13    | 12     | 21      | 55–62     | 51     |
| 2013/14 | 9  | 24    | Football League Two | 46    | 15    | 15     | 16      | 53–59     | 60     |
| 2014/15 | 14 | 24    | Football League Two | 46    | 17    | 8      | 21      | 58–59     | 59     |
| 2015/16 | 23 | 24    | Football League Two | 46    | 8     | 10     | 28      | 46–81     | 34     |
| 2016/17 | 4  | 24    | National League     | 46    | 26    | 6      | 14      | 79–53     | 84     |
| 2017/18 | 11 | 24    | National League     | 46    | 19    | 11     | 16      | 69–62     | 68     |
| 2018/19 | 18 | 24    | National League     | 46    | 15    | 11     | 20      | 50–56     | 56     |
| 2019/20 | 18 | 24    | National League     | 37    | 11    | 11     | 15      | 40–44     | 44     |
| 2020/21 | 12 | 22    | National League     | 42    | 17    | 9      | 16      | 53–48     | 60     |
| 2021/22 | 8  | 23    | National League     | 44    | 22    | 7      | 15      | 80–53     | 73     |
| 2022/23 | 10 | 24    | National League     | 46    | 18    | 9      | 19      | 61–72     | 63     |
| 2023/24 | 15 | 24    | National League     | 46    | 14    | 14     | 18      | 69–63     | 56     |
| 2024/25 | 21 | 24    | National League     | 46    | 12    | 16     | 18      | 61–62     | 52     |